# Miraflores (Guayaquil)

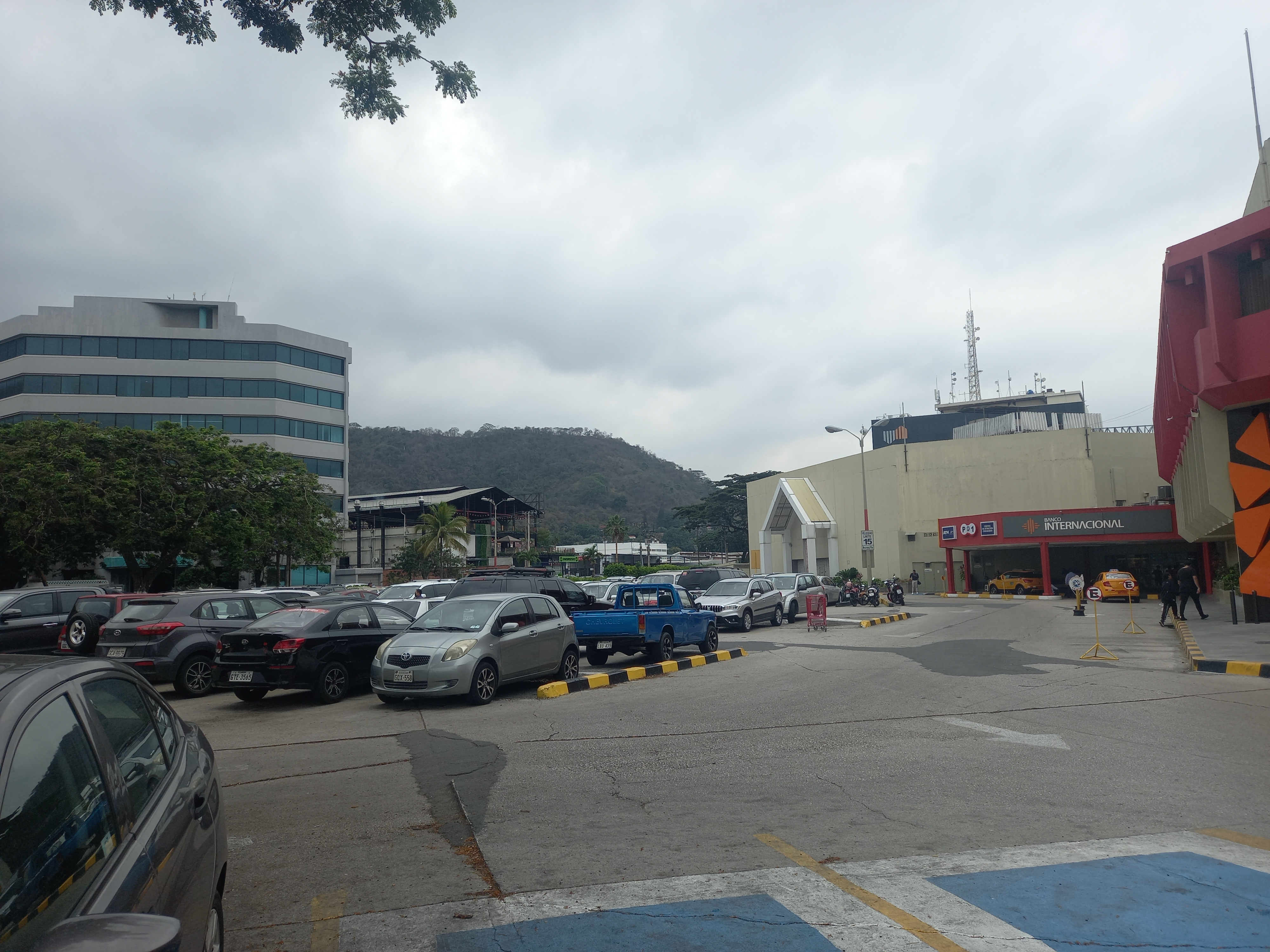
La Ciudadela Miraflores.

Miraflores es un barrio de la ciudad de Guayaquil, Ecuador.

## Historia
El barrio de Miraflores fue fundado en el año 1957; el empresario Fernando Lebed Sigail fue quién desarrolló esta ciudadela.
Sus primeras casas empezaron a construirse en 1958, siendo el Ing. Enrique Alarcón San Miguel quién construyó una buena parte de dichas viviendas que en la actualidad forman parte de la ciudadela Miraflores.
La villa araña, que se halla edificada en la misma, se llamaba así porque su estructura es parecida a la del cuerpo de una araña, siendo un símbolo de la ciudadela, y a su vez la vivienda del señor Fernando Lebed; la cual, en el presente, es el espacio en donde funciona la Universidad Casa Grande.